# تیپ شهدای ادلب
تیپ شهدای ادلب یا ارتش نجات‌بخش سوریه(تا نیمه سال ۲۰۱۲) یک گروه شورشی شبه‌نظامی است که علیه دولت سوریه در استان ادلب می‌جنگند.این گروه تا پیش از ژوئن ۲۰۱۲ تحت نام ارتش نجات‌بخش سوریه به فعالیت می‌پرداخت که پس از آن نامش را تغییر داد.